# Julien Le Blant

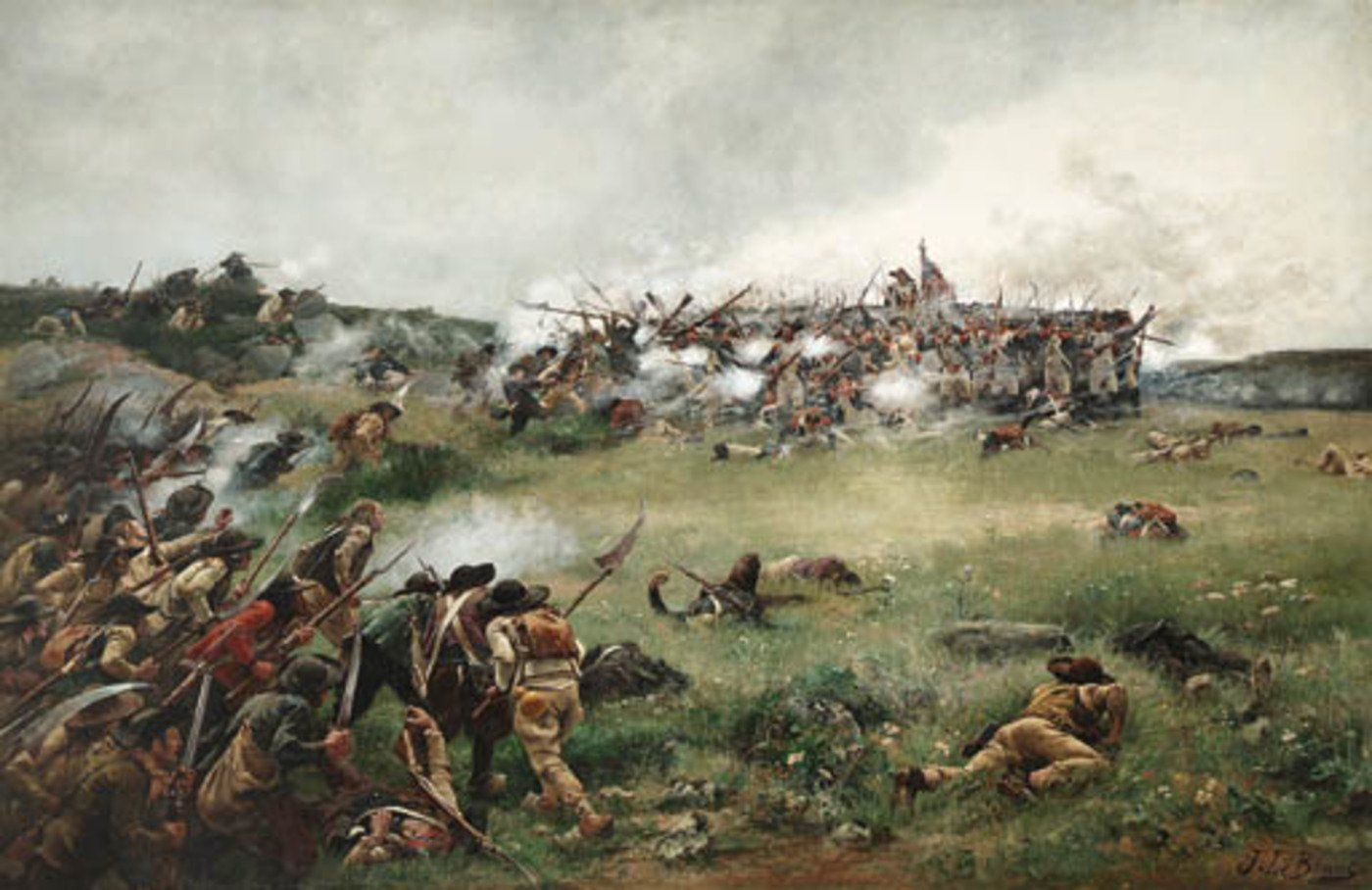
Tabloul „Le bataillon carré” de Julien Le Blant

Julien Le Blant — uneori menționat drept Julien Leblant — (n. 1851, Paris — d. 1909, Paris) a fost un  pictor francez, specializat în lucrări despre războiul din Vendée. A studiat pictura cu Ernest-Joseph Angleton Girard (1813–1898) și a debutat în 1874 cu tabloul „Asasinarea lui Lepellier Saint Fargeau”.
A fost premiat la salonul din 1878 pentru tabloul „Moartea generalului d’Elbée”. A obținut medalia de argint la salomul din 1880 și medalia de aur la Expoziția Universală de la Paris din 1889 pentru tabloul „Le bataillon carré”; tabloul a fost expus o vreme la Galeria Națională a Australiei din New South Wales și este în prezent la Universitatea Brigham Young University din Provo, Utah. Lucrările lui Le Blant au fost selectate pentru a reprezenta Franța la expoziția universală de la Chicago din 1893.